# 膵外分泌不全
膵外分泌不全（すいがいぶんぴふぜん、英語: pancreatic exocrine insufficiency、略: PEI）とは、膵臓の腺房の外分泌機能の喪失により消化酵素が分泌されなくなることを原因とする消化吸収不良。食欲が亢進するにもかかわらず栄養失調により削痩、慢性の小腸性脂肪性下痢を呈する。特殊検査として糞便中トリプシン活性テストを行う。治療には膵酵素剤の投与を行う。